# كاشف أحمد (سياسي)
كاشف أحمد (بالدنماركية: Kashif Ahmad)‏ هو سياسي دانمركي، ولد في 1980. حزبياً، نشط في National Party (Denmark) ‏ (2014 – 2019) وThe Alternative (Denmark) ‏ (2019 – ) وNew Alliance (Denmark) ‏ ( – 2008).